# Enicur petit
L'enicur petit (Enicurus scouleri) és una espècie d'ocell de la família dels muscicàpids (Muscicapidae). Es distribueix a través d'Afganistan, Bangladesh, Bhutan, Xina, l'Índia, Kazakhstan, Myanmar, Nepal, el Pakistan, Taiwan, Tadjikistan i Vietnam. El seu estat de conservació es considera de risc mínim.